# Alpine (condado de Los Ángeles)
Alpine es un área no incorporada ubicada en el condado de Los Ángeles en el estado estadounidense de California.

## Geografía
Alpine se encuentra ubicada en las coordenadas 34°32′21″N 118°6′23″O / 34.53917, -118.10639.